# Iso-Pisi
Iso-Pisi eller Pisinjärvi är en sjö i Finland. Den ligger i kommunen Toholampi i landskapet Mellersta Österbotten, i den centrala delen av landet, 400 km norr om huvudstaden Helsingfors. Iso-Pisi ligger 128 meter över havet. Arean är 17 hektar och strandlinjen är 2,2 kilometer lång. Sjön  ingår i Lesti å huvudavrinningsområde.   I omgivningarna runt Iso-Pisi växer i huvudsak blandskog.